# Monoplex gemmatus
Monoplex gemmatus, tên tiếng Anh: jeweled triton' hoặc beaded triton, là một loài ốc biển săn mồi, là động vật thân mềm chân bụng sống ở biển trong họ Ranellidae, họ ốc tù và.

## Miêu tả
Loài này có kích thước giữa 20 mm và 35 mm

## Phân bố
Chúng phân bố ở Ấn Độ Dương dọc theo Mauritius, Mozambique, Tanzania và miền tây Thái Bình Dương.